# Burni Karangkuda
Burni Karangkuda är en kulle i Indonesien.   Den ligger i provinsen Aceh, i den västra delen av landet, 1 600 km nordväst om huvudstaden Jakarta. Toppen på Burni Karangkuda är 134 meter över havet.
Terrängen runt Burni Karangkuda är huvudsakligen platt, men västerut är den kuperad. Terrängen runt Burni Karangkuda sluttar österut.Runt Burni Karangkuda är det mycket glesbefolkat, med 3 invånare per kvadratkilometer. Omgivningarna runt Burni Karangkuda är en mosaik av jordbruksmark och naturlig växtlighet.